# Distretti di Subordinazione Repubblicana
I Distretti di Subordinazione Repubblicana (in lingua tagica Ноҳияҳои тобеи ҷумҳурӣ, Nohijahoi tobei çumhurī) sono una regione (wilaya) del Tagikistan amministrata dal Governo centrale, la cui capitale è Dušanbe.

## Geografia fisica

### Suddivisioni
La regione è formata da 5 città e 9 distretti:

#### Dušanbe
- Dušanbe

#### Karategin occidentale
- Hisor
- Tursunzoda
- Distretto di Rudaki
- Distretto di Shahrinav
- Distretto di Varzob

#### Karategin orientale
- Roǧun
- Vahdat
- Distretto di Fajzobod
- Distretto di Lachsh
- Distretto di Nurobod
- Distretto di Rasht
- Distretto di Sangvor
- Distretto di Tojikobod

### Confini
La regione confina a ovest con l'Uzbekistan e a sud con Chatlon. Confina a est con la Regione Autonoma di Gorno-Badachšan, mentre a nord confina col Kirghizistan.